# Crinia nimbus
Espèce
Synonymes
- Bryobatrachus nimbus Rounsevell, Ziegeler, Brown, Davies & Littlejohn, 1994

Statut de conservation UICN

 LC  : Préoccupation mineure
Crinia nimbus est une espèce d'amphibiens de la famille des Myobatrachidae.

## Répartition
Cette espèce est endémique du Sud de la Tasmanie en Australie,.

## Étymologie
Le nom spécifique nimbus vient du latin nimbus, un nuage orageux, en référence à l'habitat de cette espèce.

## Publication originale
- Rounsevell, Ziegeler, Brown, Davies & Littlejohn, 1994 : A new genus and species of frog (Anura: Leptodactylidae: Myobatrachidae) from southern Tasmania. Transactions of the Royal Society of South Australia, vol. 118, no 3, p. 171–185 (texte intégral).